# Bu Wancang
Bu Wancang (xinès simplificat: 卜万苍) (Tianchang 1903 - Hong Kong 1973) fou un guionista, productor i director de cinema xinès. Un dels grans directors del "cinema de Shanghai" durant la nova República de la Xina, des de mitjans de la dècada de 1920 fins a finals de la dècada de 1940, i una de les figures importants del cinema de Hong Kong en mandarí dels anys 50 i principis dels 90.

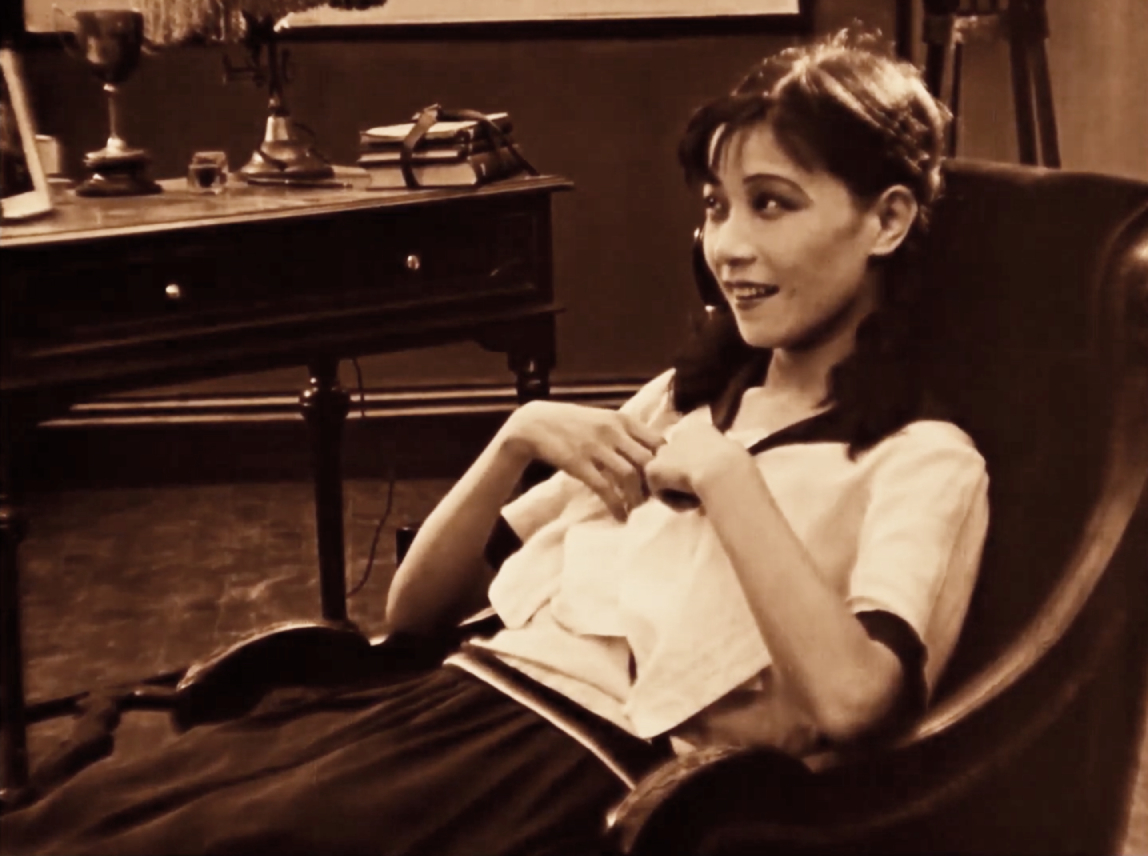
Ruan Lingyu a "Amor i Deure"

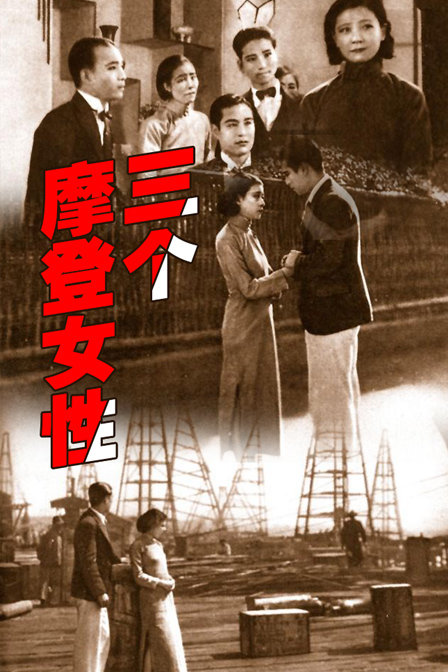
Cartell de "Three Modern Women"

En una onomàstica xinesa Bu es el cognom i Wancang el prenom.

## Biografia
Bu Wancang, també conegut com Richard Pro, va néixer a finals de la Dinastia Qing, el 23 d'agost de 1903 a Tianchang, província d'Anhui a la Xina, però va créixer a Yangzhou a la província de Jiangsu. Va estudiar a la Cinquena Escola Normal de Yangzhou. Després de la mort del seu pare, va tornar a Tianchang amb la seva mare i després de la mort de la seva mare, va viure amb el seu germà gran,va vendre les seves terres i va anar a viure a Shanghai.
Va morir a Hong Kong el 20 d'octubre de 1974.

#### Carrera cinematogràfica

##### A Shanghai
Va arribar a Shanghai el 1921 on es va convertir en l'assistent d'el càmera nord-americà Harry Grogin amb qui va fer un curtmetratge titulat Rice Bucket. El 1924, va debutar com a càmera a la companyia Da Zhonghua Baihe Company( 大中华影片公司),rodant pel·lícules mudes com "People's Heart" i "Family of Newcomers". Va ser allà on va fer la seva primera pel·lícula, l'any 1926: "Pure as Jade, Clear as Ice" (玉洁冰清), amb guió d'Ouyang Yuqian (欧阳予倩) i amb Gong Jianong (龚稼农) en el seu primer paper.
El 1926 després va entrar a la productora Mingxing on va rodar vuit pel·lícules fins al 1930, inclosa, el 1927, "Spring Dream by the Edge of a Lake" (《湖边春梦》), amb un dels primers guions que va fer el dramaturg Tian Han (田汉) i "A Married Couple in Name Only"(挂名的夫妻) on debutà l'actriu Ruan Lingyu (阮玲玉). El 1930 conjuntament amb altres amics del sector es va incorporar a la productora Lianhua Yingye Gongsi, on va filmar, entre altres "The Peach Girl" (桃花泣血記) (1931) amb dues de les estrelles del moment, l'actriu Ruan Lingyu i l'actor Jin Yan que se'l comparava amb Rodolfo Valentino, que també treballarien amb Bu en més produccions, com Three Modern Women (1932) o com Love and Duty (Amor i deure) una de les més populars (1931), basada en una novel·la de l'escriptora Lou Chen que va tenir molta repercussió durant el Moviment del Quatre de Maig.
El 1935 va canviar a 艺华影片华影片公司 (Yihua Film Company), fundada l'octubre de 1932
El 1939 en plena ocupació japonesa, amb el productor Zhang Shankun va dirigir Hua Mulan Joins the Army (木蘭從軍) una de les pel·lícules que va propiciar la producció de cinema de caràcter històric que s'havia interrumput després de la prohibició del wuxia.

##### A Hong Kong
Després de la guerra, l'empresari, productor i director Zhang Shankun que havia estat arrestat pels japonesos i també pels dirigients del Guomindang, va ajudar Li Zuyong a fundar els estudis Yonghua (永华影片公司) a Hong Kong i va convidar a Bu a dirigir el seu treball fundacional, 國魂 (The Soul of China) (1948).
El 1951,va fundar la Taishan Company (泰山影片公司) i, al llarg dels anys 50, va dirigir tota una sèrie de pel·lícules en mandarí, sobre temes socials típics de l'època.
L'any 1966, Hong Kong Laidi TV va crear la primera escola de formació artística musical de televisió. Com a director i instructor, Bu Wancang va descobrir i va formar personalment Xi Xiulan, que més tard es va convertir en una cantant famosa.

## Filmografia

#### Productor
| Any  | Títol anglès        | Títol xinès | Director                  |
| 1921 | The Fathead         | 飯桶        | Lu Shoulian               |
| 1921 | Four Heroes Village | 四傑村      | Lu Shoulian               |
| 1924 | A Poor Heart        | 人心        | - Gu Kenfu - Chen Shouyin |
| 1925 | Couple Suspects     | 新人的家庭  | Ren Jinping               |
| 1925 | Who's His Mother?   | 誰是母親    | Gu Wuwei                  |
| 1926 | Hell and Heaven     | 地獄天堂    | Gu Wuwei                  |

#### Director
| Any  | Títol anglès                         | Títol xinès  |
| 1926 | Fiancée                              | 未婚妻       |
| 1926 | Resurrection                         | 良心復活     |
| 1926 | Why Not Her                          | 玉潔冰清     |
| 1927 | A Married Couple in Name Only        | 掛名的夫妻   |
| 1927 | Spring Dream by the Edge of a Lake"  | 湖邊春夢     |
| 1928 | Ashes of the Lotus                   | 美人關       |
| 1928 | A Little Detective                   | 小偵探       |
| 1929 | Midget In-Laws                       | 矮親家       |
| 1929 | Two Midgets                          | 兩矮爭風     |
| 1929 | The Revenge of an Actress            | 女伶復仇記   |
| 1929 | Done with One Heart                  | 同心劫       |
| 1930 | Two Heroes                           | 父子英雄     |
| 1930 | The Sorrows of a Songstress          | 歌女恨       |
| 1930 | Love and Hatred                      | 海天情仇     |
| 1931 | Love and Duty                        | 戀愛與義務   |
| 1931 | A Spray of Plum Blossoms             | 一剪梅       |
| 1931 | The Peach Girl                       | 桃花泣血記   |
| 1932 | Conscienceless                       | 人道         |
| 1932 | Another Dream of the Ancient Capital | 續故都春夢   |
| 1933 | Three Modern Women                   | 三個摩登女性 |
| 1933 | The Light of Maternal Instinct       | 母性之光     |
| 1934 | The Golden Times                     | 黃金時代     |
| 1935 | Victory Song                         | 凱歌         |
| 1937 | A New-Comer's Way                    | 新人道       |
| 1938 | A Beggar Girl                        | 乞丐千金     |
| 1938 | Diao Chan                            | 貂蟬         |
| 1938 | Blood and Tears of Love              | 情天血淚     |
| 1939 | Hua Mulan Joins the Army             | 木蘭從軍     |
| 1940 | Xi Shi                               | 西施         |
| 1940 | Jade Hairpin                         | 碧玉簪       |
| 1940 | Su Wu Herds Sheep                    | 蘇武牧羊     |
| 1940 | Qin Liangyu                          | 秦良玉       |
| 1940 | Autumn Rain of Xiaoxiang             | 瀟湘秋雨     |
| 1941 | Xiangsi Fortress                     | 相思寨       |
| 1941 | Wild Rose                            | 野薔薇       |
| 1941 | The Family                           | 家           |
| 1942 | Compassion                           | 博愛         |
| 1942 | Standard Lady                        | 标准夫人     |
| 1942 | Seeing the Light Again               | 重見光明     |
| 1942 | Under the Peonies Flowers            | 牡丹花下     |
| 1943 | Two Generations of Women             | 兩代女性     |
| 1943 | Eternity                             | 萬事流芳     |
| 1943 | Daughter of the Fisherman            | 漁家女       |
| 1944 | Homeward Bound                       | 歸去來兮     |
| 1944 | Dream of the Red Chamber             | 紅樓夢       |
| 1945 | Flowers of the Land                  | 大地之花     |
| 1945 | New Year Day                         | 萬戶更新     |
| 1948 | The Soul of China                    | 國魂         |
| 1949 | The Sins of Our Fathers              | 大涼山恩仇記 |
| 1951 | The Affairs of Diana                 | 女人與老虎   |
| 1952 | Destroy!                             | 毀滅         |
| 1952 | Portrait of a Lady                   | 淑女圖       |
| 1952 | A Woman's Heart                      | 婦人心       |
| 1952 | Sweet Memories                       | 滿園春色     |
| 1953 | My Life                              | 化身艷影     |
| 1953 | The Seven Maidens                    | 七姊妹       |
| 1953 | The Song of Spring                   | 戀春曲       |
| 1954 | The 72 Martyrs of Canton             | 碧血黃花     |
| 1954 | It Blossoms Again                    | 再春花       |
| 1956 | The Fisherman's Daughter             | 漁歌         |
| 1956 | Three Winning Smiles                 | 唐伯虎與秋香 |
| 1956 | The Long Lane                        | 長巷         |
| 1957 | The Three Sisters                    | 三姊妹       |
| 1957 | Miss Evening Sweet                   | 夜來香       |
| 1958 | An Unforgettable Night               | 一夜風流     |
| 1958 | The Shoeshine Boy                    | 擦鞋童       |
| 1959 | Stolen Love                          | 偷情記       |
| 1959 | Bean Curd Queen                      | 豆腐西施     |
| 1960 | Eve of the Wedding                   | 待嫁春心     |
| 1960 | Nobody's Child                       | 苦兒流浪記   |
| 1960 | My Daughter, My Daughter             | 兩代女性     |
| 1960 | The Bedside Story                    | 同床異夢     |
| 1960 | Dreams Come True                     | 喜相逢       |
| 1960 | Swindler's Delight                   | 紅男綠女     |
| 1960 | Kiss Me Again                        | 第二吻       |
| 1961 | The Lost Love                        | 盲目的愛情   |
| 1962 | No Greater Love                      | 吳鳳         |
| 1963 | Lady General Red Jade                | 梁紅玉       |
| 1963 | Lady of Lute                         | 趙五娘       |
| 1968 | Lilac                                | 紫丁香       |